# 阿底提耶
阿底提耶（天城体：आदित्य，字面意思是“阿底提之子”）印度神话中一组神的统称，包括因陀罗在内的许多大神位列其中。与其相类的群体是底提耶（“底提之子”）和檀那婆（“檀奴之子”），后二者都是魔怪。

## 简介
阿底提耶众神是女神阿底提的儿子，他们的父亲一般认为是生主迦叶波。关于阿底提耶的数量，梨俱吠陀通常给出7个，然而也有地方说是8个；耶斯迦在尼禄多中说阿底提的8个儿子里前7个是阿底提耶，最后一个是太阳；百道梵书给出12个阿底提耶；更晚的史诗与往世书又把毗湿奴也包括了进去。
梨俱吠陀中列举的7位阿底提耶是：
1. 伐楼拿
2. 密多罗
3. 阿厘耶磨
4. 跋伽
5. 鸯舍
6. 达多（有的地方说是达刹[3]）
7. 因陀罗

百道梵书中列举的12位阿底提耶是：
1. 鸯舍
2. 阿厘耶磨
3. 跋伽
4. 达刹
5. 达多
6. 因陀罗
7. 密多罗
8. 罗毗
9. 娑维德利
10. 苏利耶
11. 伐楼拿
12. 阎摩

毗湿奴往世书中列举的12位阿底提耶是：
1. 毗湿奴
2. 天帝释（即因陀罗）
3. 阿厘耶磨
4. 豆底
5. 陀湿多
6. 普善
7. 毗婆薮（即苏利耶）
8. 娑维德利
9. 密多罗
10. 伐楼拿
11. 鸯舍
12. 跋伽

梨俱吠陀提到阿底提耶众神的地方有6处。在这些颂歌中，阿底提耶与太阳有密切关系。他们在太阳升起时出现，身披金光，光芒闪闪。阿底提耶也是正法的守护者，给人带来幸福，健康和富裕。在后期的印度教体系中，阿底提耶众神逐渐被合并成一个，其单数形式就表示太阳，最后终于被与苏利耶即太阳神本身混同。

## 资料来源
- 《世界神话辞典》，辽宁人民出版社，ISBN 7-205-00960-X。
- 《宗教词典》，上海辞书出版社，ISBN 978-7-5326-2840-7。